# Heimo Haitto
Heimo Verneri Haitto, född 22 maj 1925 i Viborg, död 9 juni 1999 i Marbella, var en finländsk violinist, som kallats "den största violinbegåvningen någonsin i Finland". 
Haitto utbildades av Boris Sirpo i Viborg och han debuterade som underbarn 1939, varpå han segrade i en internationell musiktävling i London. År 1940 flyttade Sirpo och Haitto till USA, där Haitto uppträdde bland annat tillsammans med ledande dirigenter som John Barbirolli och Eugène Ormándy. Haitto medverkade även i filmen Säg det med toner (1941). Under andra världskriget uppträdde han för olika förband i USA:s armé. Efter en period som andre dirigent för symfoniorkestern i Portland, studioarbete i Los Angeles och bland annat uppdrag som konsertmästare i olika orkestrar förde Haitto en bohemisk tillvaro i ett par decennier. Han återvände till Finland, där han dels uppträdde som solist, dels spelade i Joensuu stadsorkester 1984–1986. Under sina sista år vistades Haitto i Spanien.
År 1985 kom filmen filmen Da Capo i regi av Pirjo Honkasalo och Pekka Lehto, vilken handlar om Haitto.